# Stefka Jordanova
Stefka Jordanova (bolgarsko Стефка Йорданова), bolgarska atletinja, * 9. januar 1947, Burgas, Bolgarija, † 16. januar 2011, Burgas.
Ni nastopila na poletnih olimpijskih igrah. Na evropskih dvoranskih prvenstvih je osvojila naslov prvakinje v teku na 800 m leta 1973 in bronasto medaljo v štafeti 4x400 m leta 1971. 